# 수훈십자장 (미국)

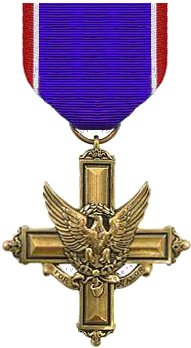
수훈 십자장

수훈십자장(受勳十字勳章, 영어: Distinguished Service Cross)은 미국의 훈장이다.

## 개요
주로 미국 육군 군인에 수여된다. 명예 훈장 다음으로 높은 2등급 훈장이다. 십자장 아래에 3등급 은성훈장(Silver Star), 4등급 동성훈장(Bronze Star)이 있다. 해군 십자장 및 공군 십자장과는 동등한 위치이다.
- 수훈십자장(Distinguished Service Cross) - 미국 육군
- 해군십자장(Navy Cross)
- 공군십자장(Air Force Cross)
- 해안경비대십자장(Coast Guard Cross)
- 정보십자장(Distinguished Intelligence Cross) - CIA 최고훈장. 군인은 명예훈장이 최고등급이고 십자장은 2등급이지만, CIA 요원은 십자장이 최고등급이다. 역사상 수훈자가 거의 없다.

미국 육군 역사상 13,462명이 수훈십자장을 받았다.
소련 등 공산권 국가들은 은성훈장 위에 금성훈장(Gold Star)이 있다. 영웅(hero) 칭호를 부여한다. 한국은 수훈십자장과 동급으로 금성을지무공훈장을 수여한다. 1등급 태극무공훈장 아래의 2등급 훈장이다.